# ريكاردو أليغريتي
ريكاردو أليغريتي (بالإيطالية: Riccardo Allegretti)‏ (مواليد 15 فبراير 1978 في ميلان - إيطاليا) لاعب كرة قدم إيطالي يلعب حاليا لصالح نادي الدرجة الأولى باري الإيطالي منذ 2009 في مركز الوسط المدافع .